# Nitrosoharnstoffe

Nitrosoharnstoff, der Grundkörper der Nitrosoharnstoffe

Nitrosoharnstoffe sind eine Gruppe von chemischen Verbindungen, die sich als Derivate von Nitrosoharnstoff als Grundkörper ableiten. Einige Nitrosoharnstoffe dienen in der Onkologie als Zytostatika zur Behandlung verschiedener Krebserkrankungen.

## Allgemeine Eigenschaften
Nitrosoharnstoffe gehören zu den Alkylanzien. Das heißt, sie können die DNA im Zellkern chemisch so verändern, dass die Funktion der DNA weitgehend gestört ist. Die betroffenen Zellen können sich dadurch nicht weiter teilen und sterben ab (Apoptose). Zudem verhindern die Nitrosoharnstoffe die Reparatur der geschädigten DNA.
Viele Nitrosoharnstoffe sind in der Lage, durch ihre kleine Molekülgröße und ihre Lipophilie die Blut-Hirn-Schranke zu überwinden. Dies ist bei der Behandlung von ZNS-Metastasen und Gehirntumoren von großer Wichtigkeit.
Die Nitrosoharnstoffe sind myelotoxisch, das heißt, sie schädigen das Knochenmark. Diese Schädigung wirkt sich negativ auf die Blutbildung, insbesondere der Thrombozyten und Leukozyten, aus. Die Thrombozyten- und Leukozytenzahl nimmt mit einer deutlichen Verspätung, von ca. 4 bis 6 Wochen nach Therapiebeginn, ab. Aus diesem Grund müssen die Abstände zwischen zwei Behandlungszyklen bei Nitrosoharnstoffen länger als bei anderen Zytostatika sein.

Carmustin, ein Arzneistoff (Zytostatikum)

Lomustin, ein Arzneistoff (Zytostatikum)

Daneben sind Übelkeit und Haarausfall die wichtigsten Nebenwirkungen nach der Verabreichung dieser Zytostatika. Einige Nitrosoharnstoffe sind zudem nieren- und lungentoxisch.
Die Nitrosoharnstoffe sind selbst kanzerogen, das heißt krebserregend. Hochdosierte Therapien können daher eventuell zu Blasenkrebs führen.

## Wichtigste Vertreter
- Carmustin 1,3-Bis(2-chlorethyl)-1-nitrosoharnstoff
- Lomustin 1-(2-Chlorethyl)-3-cyclohexyl-1-nitrosoharnstoff
- Semustin N-(2-Chlorethyl)-N′-(4-methylcyclohexyl)-N-nitrosoharnstoff
- Nimustin 1-[(4-Amino-2-methylpyrimidin-5-yl) methyl]-3-(2-chlorethyl)-3-nitrosoharnstoff
- Streptozocin 2-Desoxy-2-(3-methyl-3-nitroso-ureido)-D-glucopyranose
- Fotemustin 1-(2-Chlorethyl)-3-(1-diethoxyphosphorylethyl)-1-nitrosoharnstoff
- Chlorozotocin
- Ranimustin
- N-Ethyl-N-nitrosoharnstoff (ENU)
- N-Methyl-N-nitrosoharnstoff